# Giải Locus cho tiểu thuyết đầu tay hay nhất
Giải Locus cho tiểu thuyết đầu tay hay nhất (tiếng Anh: Locus Award for Best First Novel) là một giải thưởng văn học của tạp chí Locus, Hoa Kỳ, dành cho tiểu thuyết đầu tay của một tác giả được bầu chọn là hay nhất. Giải này được thành lập từ năm 1981. Các tác phẩm được bầu chọn phải được xuất bản trước đó một năm.

## Những tác phẩm đoạt giải
| Năm              | Tác phẩm                                                           | Tác giả              |
| ---------------- | ------------------------------------------------------------------ | -------------------- |
| 1981             | Dragon's Egg                                                       | Robert L. Forward    |
| 1982             | Starship & Haiku                                                   | Somtow Sucharitkul   |
| 1983             | Courtship Rite                                                     | Donald Kingsbury     |
| 1984             | Tea with the Black Dragon                                          | R. A. MacAvoy        |
| 1985             | The Wild Shore                                                     | Kim Stanley Robinson |
| 1986             | Contact                                                            | Carl Sagan           |
| 1987             | The Hercules Text                                                  | Jack McDevitt        |
| 1988             | War for the Oaks                                                   | Emma Bull            |
| 1989             | Desolation Road                                                    | Ian McDonald         |
| 1990             | Orbital Decay                                                      | Allen Steele         |
| 1991             | In the Country of the Blind                                        | Michael F. Flynn     |
| 1992             | The Cipher                                                         | Kathe Koja           |
| 1993             | China Mountain Zhang                                               | Maureen F. McHugh    |
| 1994             | Cold Allies                                                        | Patricia Anthony     |
| 1995             | Gun, with Occasional Music                                         | Jonathan Lethem      |
| 1996             | The Bohr Maker                                                     | Linda Nagata         |
| 1997 (đồng hạng) | Reclamation                                                        | Sarah Zettel         |
| 1997 (đồng hạng) | Whiteout                                                           | Sage Walker          |
| 1998             | The Great Wheel                                                    | Ian R. MacLeod       |
| 1999             | Brown Girl in the Ring                                             | Nalo Hopkinson       |
| 2000             | The Silk Code                                                      | Paul Levinson        |
| 2001             | Mars Crossing                                                      | Geoffrey A. Landis   |
| 2002             | Kushiel's Dart                                                     | Jacqueline Carey     |
| 2003             | A Scattering of Jades                                              | Alexander C. Irvine  |
| 2004             | Down and Out in the Magic Kingdom                                  | Cory Doctorow        |
| 2005             | Jonathan Strange & Mr Norrell                                      | Susanna Clarke       |
| 2006             | Hammered/Scardown/Worldwired                                       | Elizabeth Bear       |
| 2007             | Temeraire: His Majesty's Dragon/ Throne of Jade/Black Powder War’’ | Naomi Novik          |
| 2008             | Heart-Shaped Box                                                   | Joe Hill             |
| 2009             | Singularity's Ring                                                 | Paul Melko           |
| 2010             | The Windup Girl                                                    | Paolo Bacigalupi     |
| 2011             | The Hundred Thousand Kingdoms                                      | N. K. Jemisin        |
| 2012             | The Night Circus                                                   | Erin Morgenstern     |
| 2013             | Throne of the Crescent Moon                                        | Saladin Ahmed        |
| 2014             | Ancillary Justice                                                  | Ann Leckie           |

- Giải Locus cho tiểu thuyết khoa học viễn tưởng hay nhất
- Giải Locus cho tiểu thuyết tưởng tượng hay nhất
- Giải Locus cho tiểu thuyết hay nhất
- Giải Locus cho tiểu thuyết ngắn hay nhất
- Giải Locus cho truyện ngắn hay nhất
- Giải Locus cho truyện ngắn dài hay nhất